# Metodo Feldenkrais
Il metodo Feldenkrais è un metodo di auto-educazione attraverso il movimento, che prende il nome dal suo ideatore, lo scienziato, fisico e ingegnere israeliano Moshé Feldenkrais (1904-1984). Non ci sono prove mediche che il metodo Feldenkrais conferisca benefici per la salute. Non è noto se sia sicuro o efficace, ma i ricercatori non credono che comporti gravi rischi.
I suoi sostenitori affermano invece che il metodo riorganizzi la connessione tra mente e corpo, e migliori quindi i movimenti del corpo e lo stato psicologico generale.
Un presupposto fondamentale di questo approccio, volto a migliorare l'organizzazione del corpo in azione (Feldenkrais, M, 1947; Buchanan, P. A. 2012), è che il cambiamento delle modalità di esecuzione dei movimenti, l'attenzione alle sensazioni e il tocco guidato di un operatore possono fornire informazioni significative al sistema nervoso, chiarendo le relazioni funzionali lungo il corpo e con l'ambiente (ad esempio, la connessione tra le parti del corpo, il supporto offerto dal pavimento, la distribuzione del movimento, l'orientamento nello spazio). Queste informazioni determinano un apprendimento, che può portare a un cambiamento permanente dell'organizzazione corporea e delle modalità di esecuzione del movimento.

## Storia del metodo Feldenkrais
Sviluppatosi intorno agli anni cinquanta, il metodo comincia a diffondersi in Italia a partire dagli anni ottanta, per opera di pochi insegnanti formatisi all'estero. Questi stessi insegnanti fondano nel 1987 l'AIIMF, Associazione Italiana Insegnanti Metodo Feldenkrais, un'organizzazione senza scopo di lucro. Nel 1988 vengono avviati, a Milano e a Roma, due corsi di formazione per insegnanti, conclusi nel 1992, che diplomano decine di insegnanti. A loro si deve un ulteriore impulso alla diffusione del metodo in Italia.
Attualmente sono sette le scuole di formazione quadriennale in Italia, con ordinamento didattico uniforme e accreditate dall'organismo internazionale di riferimento (European Training and Accreditation Board). Il metodo oggi è conosciuto e diffuso in Europa, Stati Uniti, Canada, Australia, Israele, Corea, Giappone e Sud America.

## Descrizione
Il metodo si propone come una "forma di apprendimento esperienziale basato sul movimento, che ha lo scopo di sviluppare la consapevolezza e migliorare vari aspetti della vita fisica e mentale".
Fondamentale per l'apprendimento consapevole delle abilità sensomotorie è che lo studente sperimenti, esplori e valuti nuove idee o organizzazioni del movimento. Le lezioni Feldenkrais includono oltre 600 esempi di temi di movimento (camminare, girarsi, sedersi, guardare, afferrare, piegarsi per raccogliere), considerati da un punto di vista funzionale, ciascuno contenente molte variazioni.
Feldenkrais analizza il modo in cui monitoriamo istante per istante lo svolgersi del movimento, dalla formazione delle intenzioni fino alla loro realizzazione nel movimento, e afferma che "ciò che viene migliorato è il processo di autodirezione, e non un qualche movimento particolare".
Il metodo Feldenkrais si basa sul concetto di "apprendimento organico". Apprendere, in senso generale, è acquisire nuove risposte agli stimoli. L'essere umano, rispetto alle altre specie animali, nasce con un repertorio motorio limitato e dipende per un tempo maggiore da chi se ne prende cura per garantirne la sopravvivenza. Durante il periodo di accrescimento, si sviluppano abitudini e schemi muscolari-emotivi, che sono il prodotto dell’aver imparato ad agire nel mondo. Le abitudini sono economiche e utili per interagire con l'ambiente in modo corretto e rapido, ma costituiscono un limite all’azione se considerate le uniche possibilità.
Per non evocare reazioni abituali alla forza di gravità, iscritte negli schemi neuro motori ed esplicite negli atteggiamenti posturali, Feldenkrais ricorre a lezioni prevalentemente in posizione da sdraiati: la riduzione dello sforzo necessario al movimento aumenta infatti la sensibilità del sistema nervoso al discernimento degli stimoli, e permette di scegliere il modo migliore per eseguire l’azione.
Invece di cercare il miglioramento nella prestazione aumentando lo sforzo fisico con ripetizioni di esercizi, il metodo Feldenkrais si concentra nell'aiutare a sperimentare modelli alternativi di organizzazione di sé.
Diversi studi affermano che il miglioramento della consapevolezza, ottenuto rivolgendo l'attenzione alle sensazioni generate dal corpo in movimento, rappresenti un elemento chiave o un meccanismo di azione per approcci mente corpo con benefici segnalati per una varietà di condizioni di salute.
Tali approcci vengono analizzati attraverso la lente di un approccio enattivo alla cognizione, oppure in ottica sistemica diadica.

## Efficacia del metodo
Per valutare l'efficacia del metodo si pone la questione di identificare criteri di valutazione appropriati e una metodologia corrispondente.
Nel 2015, il dipartimento australiano di salute finanzia uno studio che analizza 17 terapie alternative, al fine di determinare quali di queste dovessero continuare a essere sovvenzionate dalla sanità pubblica, il metodo Feldenkrais è una delle 16 terapie per quali non è stata trovata alcuna chiara evidenza di efficacia. Di conseguenza nel 2017 il governo australiano ha identificato il metodo Feldenkrais come una pratica che non è qualificata per essere sovvenzionata, evidenziando che questo passo avrebbe "assicurato che i fondi dei contribuenti fossero spesi in modo appropriato e non verso terapie prive di fondamenti".
Nel 2018, un esame degli studi fino ad allora disponibili sulla riabilitazione sul luogo di lavoro per disturbi degli arti superiori ha descritto prove sull'efficacia del metodo Feldenkrais.
Esistono inoltre alcuni studi isolati che hanno mostrato dei benefici derivanti dall'uso del metodo se applicato a: 
- Equilibrio e camminata[17][18]
- Dolore acuto e cronico[19][20]
- Parkinson[21]
- Sclerosi multipla[22]
- Depressione[22]
- Demenza senile[23][24]

## Metodi di insegnamento
Le lezioni possono essere di gruppo o individuali.
Nelle lezioni di gruppo (che si chiamano CAM, Consapevolezza Attraverso il Movimento, o "Awareness through Movement" nella definizione originale di Feldenkrais) l'insegnante guida gli allievi dando loro una serie di indicazioni che serviranno all'allievo per dare vita a una serie di movimenti. Secondo l'Associazione degli insegnanti del metodo, "questi movimenti sono utili per l'allievo perché gli consentiranno di muoversi meglio nella vita di tutti i giorni sia a livello di movimento vero e proprio sia di capacità di relazionarsi con gli altri e l'ambiente in cui vive."
Nelle lezioni individuali (che si chiamano IF, Integrazione Funzionale, o "Functional Integration" nella definizione originale di Feldenkrais) di solito l'allievo viene fatto stendere su un lettino (ma la lezione può avvenire anche da seduto e/o in piedi). L'insegnante utilizza una tecnica manuale non invasiva per rendere l'allievo consapevole della propria organizzazione funzionale e suggerire nuovi modi per renderla più efficiente. Il contatto manuale è rispettoso e delicato, mai orientato a forzare, bensì a creare un ambiente favorevole all'apprendimento. In questo caso l'allievo è normalmente disteso su un apposito lettino basso.
Moshe Feldenkrais afferma che il solo modo per avere libertà di scelta, e per essere quindi consapevoli e padroni del proprio corpo, consiste nel poter fare la stessa cosa in modi diversi, e perché questo accada è fondamentale agire sulla sensibilità, sulla capacità dell'individuo di sentire gli stimoli provenienti dal proprio corpo che normalmente vengono ignorati. La sensibilità porta alla consapevolezza, intesa da Feldenkrais come conoscenza cinestesica, un modo di sentire lo "schema necessario implicito". Questo significa prendere coscienza degli aspetti particolari che, uniti, permettono alla persona di compiere il movimento. Il modo per raggiungere questa consapevolezza è attraverso la sperimentazione, l'ascolto delle sensazioni e l'acquisizione cognitiva degli schemi motori, processo implicito che crea un circolo di miglioramenti, essendo sviluppo cognitivo e motorio strettamente legati e uniti all'esecuzione delle azioni.

### Opere di Moshe Feldenkrais
- Il metodo Feldenkrais, Edizioni Red, Como, 1991.
- Conoscersi attraverso il movimento, Celuc, Milano, 1998.
- Il corpo ed il comportamento maturo, Casa editrice Astrolabio, Roma, 1996.
- L'Io potente, Casa editrice Astrolabio, Roma, 2007.
- Le basi del metodo, Casa editrice Astrolabio, Roma, 1991.
- Lezioni di movimento, Edizioni Mediterranee, Roma, 2003.
- Il caso di Nora, Casa editrice Astrolabio, Roma, 1996.
- La saggezza del corpo, Casa editrice Astrolabio, Roma, 2011.

Opere sul metodo Feldenkrais (in italiano)
- Francesco Ambrosio, Il metodo Feldenkrais, Xenia Edizioni, Milano, 2003.
- Mara Della Pergola, Lo sguardo in movimento, Casa editrice Astrolabio, Roma, 2017.
- Yochanan Rywerant, Integrazione funzionale. Teoria e pratica del metodo Feldenkrais, Casa editrice Astrolabio, Roma, 1993.
- Steven Shafarman, Conoscersi è guarire. Le sei lezioni pratiche del Metodo Feldenkrais, Casa editrice Astrolabio, Roma, 1997.